# Ufo361
Ufuk Bajraktar (rođen 28. maja 1988) je nemački reper turskog porekla iz Berlina.

## Život i karijera

### Detinjstvo, mladost i početak bavljenja repom
Ufuk Bajraktar je rođen u Zapadnom Berlinu. Odrastao je u Krojcbergu. Kao mlad dolazi u kontakt sa hip hopom i počinje kao grafiti umetnik u THC-crew. 2010. potpisuje za izdavačku kuću Hoodrich koju je osnovao njegov prijatelj Said. Njihov prvi sempler izlazi 7. oktobra 2011. godine. Zajedno sa Saidom i producentom KD-Supier formira trojac Bellini Boyz. Njegovo umetničko ime potiče od njegovog imena Ufuk i poštanskog broja njegovog rodnog mesta Krojcberga, 36/61. 2012. godine izbacuje svoj prvi EP Bald ist dein Geld meins, a u avgustu 2014. izbacuje svoj debitantski album Ihr seid nicht allein.

### Ich bin ein Berliner
Ufukov prvi hit je bio singl Ich bin ein Berliner objavljen u septembru 2015. godine kao podrška njegovom istoimenom mikstejpu. Ime singla nastaje kao referenca na istoimeni poznati govor Džona F. Kenedija. Singl je postao viralan u Nemačkoj i deljen je od strane poznatih repera 187 Strassenbande, Haftbefehl i Fler. Mikstejp Ich bin ein Berliner je objavljen 25. marta 2016. godine i na nemačkim top listama dostiže 57. mesto. Poznate pesme sa tog mikstejpa uključuju Ich bin ein Berliner, Scottie Pippen, Bombay Gin, Allein.
Nakon manje od osam meseci 30.09.2016. godine, Ufo361 izdaje mikstejp Ich bin 2 Berliner. Mikstejp na nemačkim top listama tada dostiže 13. mesto. Poznate pesme sa tog mikstejpa uključuju Scheiß auf eure Party, 500 Joints, Flieg.
Njegov prvi veliki uspeh je bio izdavanje trećeg mikstejpa Ich bin 3 Berliner 28.04.2017. godine. Mikstejp dostiže 2. mesto na nemačkim top listama. Poznati singlovi sa tog mikstejpa su: Mister T, Fur die Gang, Der Pate i James Dean.

### Izdavačka kuća i albumi
U aprilu 2017. godine osniva svoju Izdavačku kuću Stay High. Sredinom decembra 2017. godine najavljuje svoj drugi studijski album 808 koji je objavljen 13. aprila 2018. godine. Album dostiže prvo mesto na nemačkim i austrijskim top listama. Poznate pesme sa tog albuma su Beverly Hills, Balenciaga i Erober die Welt.
Treći studijski album VVS najavljuje u junu 2018. godine a izdaje ga 17. avgusta 2018. godine. Na tom albumu sarađuje sa američkim reperom Quavom, članom popularne američke grupe Migos na singlu VVS. Takođe, poznate numere sa ovog albuma su: Paradies, 40K, Sprite.
Dana 9. avgusta 2019. godine izdaje svoj 4. studijski album Wave, a 14. novembra 2019. godine izbacuje album Lights out u saradnji sa turskim reperom Ezhelom.

## Diskografija

### Albumi
- Ihr seid nicht allein (2014)
- 808 (2018)
- VVS (2018)
- Wave (2019)
- Lights out (2019)

### Mikstejpovi
- Ich bin ein Berliner (2016)
- Ich bin 2 Berliner (2016)
- Ich bin 3 Berliner (2017)

### Epovi
- Bellini Boyz EP (2012)
- Bald ist dein Geld meins (2014)
- Tiffany (2018)
- VVS Bonus EP (2018)

### Singlovi
| Naslov                                                                                | Godina | Najveća pozicija na top listama | Najveća pozicija na top listama | Najveća pozicija na top listama |
| Naslov                                                                                | Godina | Nemačka                         | Austrija                        | Švajcarska                      |
| ------------------------------------------------------------------------------------- | ------ | ------------------------------- | ------------------------------- | ------------------------------- |
| Bang Bang                                                                             | 2015   | —                               | —                               | —                               |
| Ich bin ein Berliner                                                                  | 2015   | —                               | —                               | —                               |
| Allein                                                                                | 2015   | —                               | —                               | —                               |
| Harman                                                                                | 2015   | —                               | —                               | —                               |
| Scottie Pippen                                                                        | 2016   | —                               | —                               | —                               |
| BLNFFM (sa Celom & Abdijem)                                                           | 2016   | —                               | —                               | —                               |
| Ich bin ein Berliner Remix (sa Sidom, Bass Sultanom Hengztom, BTNGom i Crackavelijem) | 2016   | —                               | —                               | —                               |
| Bombay Gin (sa Yung Hurnom)                                                           | 2016   | —                               | —                               | —                               |
| Ich hör nicht auf                                                                     | 2016   | —                               | —                               | —                               |
| Scheiß auf eure Party                                                                 | 2016   | —                               | —                               | —                               |
| Flieg                                                                                 | 2016   | —                               | —                               | —                               |
| Mister T                                                                              | 2017   | —                               | —                               | —                               |
| James Dean                                                                            | 2017   | —                               | —                               | —                               |
| Für die Gang (sa Gzuzom)                                                              | 2017   | 30                              | —                               | 78                              |
| Der Pate                                                                              | 2017   | 38                              | —                               | —                               |
| Luzifer                                                                               | 2017   | —                               | —                               | —                               |
| Nice Girl 2.0                                                                         | 2017   | 16                              | 53                              | 68                              |
| Tiffany                                                                               | 2017   | 15                              | 36                              | 73                              |
| Stay High                                                                             | 2017   | —                               | —                               | —                               |
| 1 Schuss (sa Bonez MCjem)                                                             | 2017   | 23                              | 60                              | 84                              |
| Beverly Hills                                                                         | 2018   | 4                               | 16                              | 26                              |
| Balenciaga                                                                            | 2018   | 16                              | 25                              | 58                              |
| Power (sa Capital Braom)                                                              | 2018   | 7                               | 21                              | 54                              |
| Ohne mich                                                                             | 2018   | 21                              | 30                              | 76                              |
| Acker jeden Tag                                                                       | 2018   | 28                              | 28                              | 70                              |
| Vorbeikommen                                                                          | 2018   | 72                              | —                               | —                               |
| Paradies (sa RAF Camorom)                                                             | 2018   | 16                              | 12                              | 31                              |
| VVS (sa Quavom)                                                                       | 2018   | 16                              | 14                              | 25                              |
| 40K                                                                                   | 2018   | 13                              | 19                              | 37                              |
| Pass auf wen du liebst                                                                | 2019   | 3                               | 3                               | 7                               |
| Next (sa RINom)                                                                       | 2019   | 3                               | 2                               | 10                              |
| Gib Gas (sa Lucianom)                                                                 | 2019   | 7                               | 8                               | 18                              |
| Irina Shayk                                                                           | 2019   | 6                               | 6                               | 13                              |
| Shot (sa Data Luvom)                                                                  | 2019   | 4                               | 7                               | 15                              |
| On Time                                                                               | 2019   | 10                              | 12                              | 22                              |
| Nummer                                                                                | 2019   | 2                               | 2                               | 10                              |
| Wir sind Kral (sa Ezhelom)                                                            | 2019   | 29                              | 24                              | 78                              |
| YKKE (sa Ezhelom)                                                                     | 2019   | 31                              | 30                              | 64                              |
| Nur zur Info                                                                          | 2019   | 20                              | 55                              | 34                              |
| Big Drip (sa Futureom)                                                                | 2020   | 2                               | 2                               | 5                               |
| Rich Rich                                                                             | 2020   | 2                               | 2                               | 8                               |
| Schlafen (sa Bausom i The Cratezom)                                                   | 2020   | 19                              | —                               | —                               |